# USS LST-469
O USS LST-469 foi um navio de guerra norte-americano da classe LST que operou durante a Segunda Guerra Mundial.

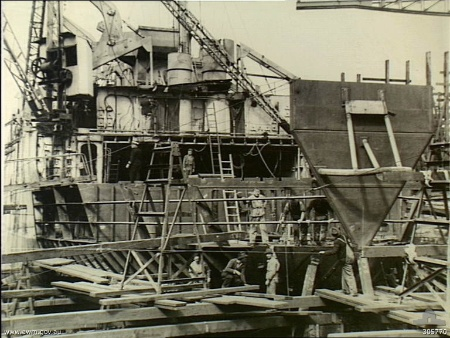
USS LST-469 sendo consertado no mês de Agosto de 1943.